# 중몽 국경
중몽 국경(中蒙國境)은 길이가 4,677km에 달하는 중화인민공화국과 몽골의 국경선이다.

## 같이 보기
- 몽골-중국 관계